# امپراتوری عمان
امپراتوری عمان (عربی: الإمبراطوریة العمانیة) یک امپراتوری دریایی بود که با پرتغال و بریتانیا بر سر تجارت و نفوذ در خلیج فارس و اقیانوس هند درگیر رقابت بود. نفوذ یا کنترل عمان در اوج آن در قرن نوزدهم، از عرض تنگه هرمز تا ایران و پاکستان امروزی و در جنوب تا دماغه دلگادو گسترده بود. پس از مرگ سعید بن سلطان در سال ۱۸۵۶ امپراتوری بین پسران وی به دو سلطان نشین تقسیم شد، یک بخش آفریقایی (سلطان‌نشین زنگبار) تحت حکمرانی مجید بن سعید و یک بخش آسیایی (سلطان‌نشین مسقط و عمان) تحت حکمرانی ثوینی بن سعید.